# Cementerio de Yayway
El Cementerio de Yayway (también deletreado Cementerio de Yeway) es un cementerio ubicado en el norte de Okkalapa, en la ciudad de Rangún, en el país asiático de Birmania (Myanmar). El cementerio es el lugar donde están enterrados muchos birmanos prominentes.
A mediados de la década de 1990, el «Consejo de Restauración de la Ley y el orden», la junta de gobierno, por la fuerza cerró y trasladó los cementerios históricos situados cerca del centro de la ciudad de Rangún. Uno de los mayores fue el cementerio de Kyandaw (en el municipio de Kamayut), que se trasladó a los suburbios entre 1996 y 1997, y fue reconstruido como un museo.
Del mismo modo, ese mismo año, el Cementerio de la Milla nueve, un cementerio de origen chino fue demolido y los restos fueron trasladados al cementerio de Yayway. Los restos enterrados de estos proyectos de reubicación de cementerios fueron sepultados de nuevo en Yayway, situado en las afueras de la ciudad. 
Hoy en día, Yayway es el más activo en el área de Rangún, manejando la mayor cantidad de cremaciones (de 70 a 100 diariamente). 